# Psalm 109

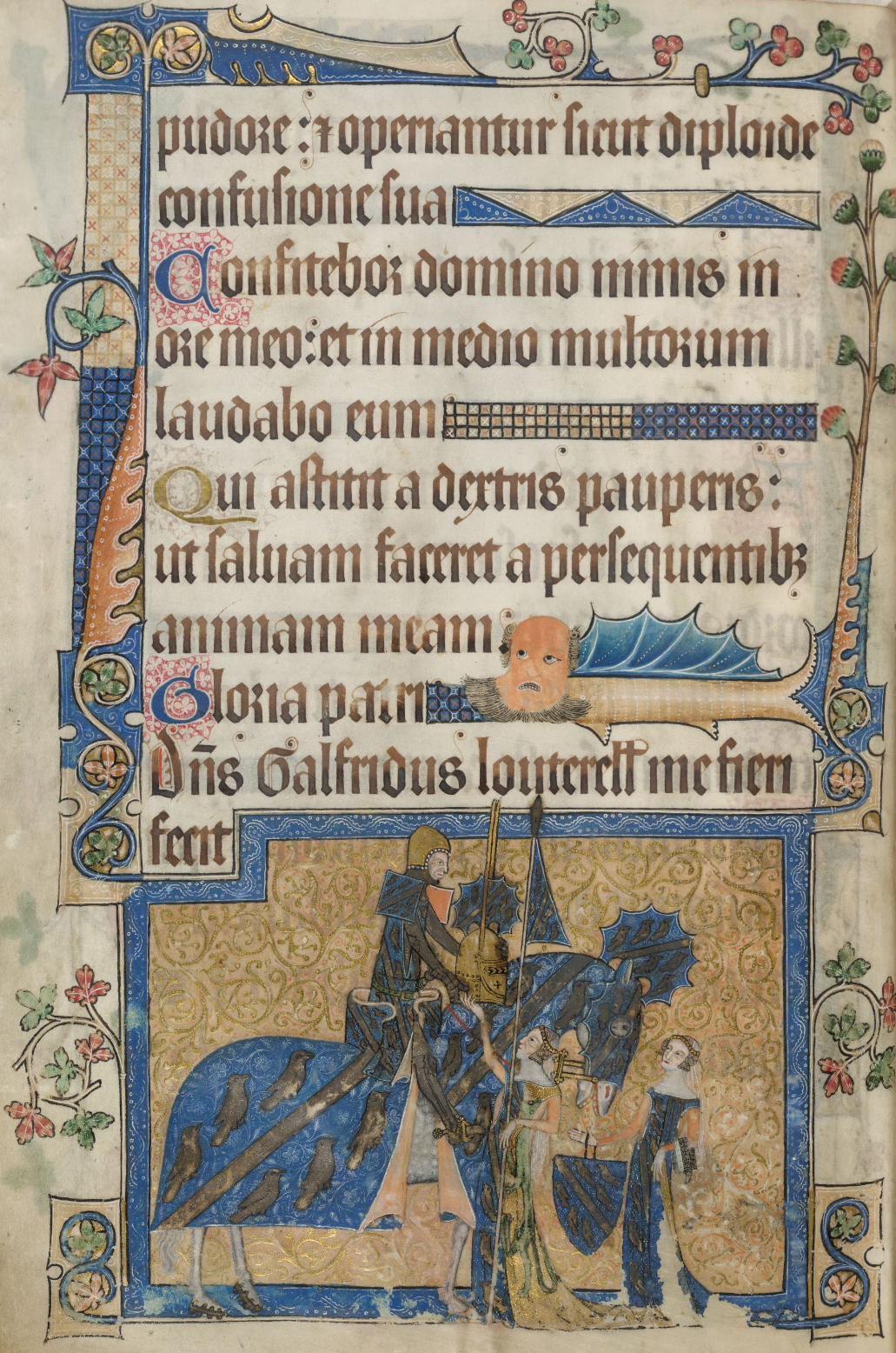
Seite des Luttrell-Psalters aus dem 14. Jahrhundert mit Teil von Psalm 109

Der 109. Psalm ist ein biblischer Psalm aus dem fünften Buch des Psalters. Er gehört zur Gruppe der Davidpsalmen.

## Inhalt
Der Psalmbeter bringt seine Not vor Gott, nachdem man ihn unschuldig angeklagt hat. Die Verse 6–19 sind als Zitation der gegen ihn erhobenen Anklage und weniger als Verfluchung seiner Verfolger zu verstehen.

## Stundengebet
Wegen seiner Anstößigkeit als Fluchpsalm ist dieser Psalm ebenso wie die Psalmen 58 und 83 sowie einzelne weitere Verse 1970 aus dem Stundengebet der katholischen Kirche gestrichen worden.